# Desiree Nguyen
Desiree Nguyen (* in Lake Forest, Kalifornien) ist eine US-amerikanische Handball- und Beachhandballspielerin, die in beiden Disziplinen als Flügelspielerin zum erweiterten Nationalkader gehört.
Desiree Nguyen spielte vier Jahre auf dem Waldorf College Basketball für das Uni-Team, die Waldorf Warriors in der Midwest Collegiate Conference der National Association of Intercollegiate Athletics sowie auch ein Jahr Fußball. Bei einem Familienurlaub in Norwegen lernte sie Handball kennen und begann zwei Jahre später in den USA selbst zu spielen. Über Staci Self kam sie schnell zum Los Angeles THC. Schon im ersten Jahr stellten sich schnelle Erfolge ein, so gewann sie mit ihren Mannschaften den Sin City Cup, sowie die Copa El Salvador. Bei den offenen nationalen Meisterschaften wurde Nguyen mit dem THC Vierte. Schon ein Jahr später gehörte sie zur nationalen Elite. Beim traditionellen Winter Classic Turnier gewann sie mit dem Blauen Team. Es folgte die Berufung in die Nationalmannschaft der Vereinigten Staaten. Im Qualifikationsturnier zu den Panamerika-Meisterschaften 2015 belegte sie mit den USA Rang drei und qualifizierte sich damit mit ihrer Mannschaft für die Endrunde in Kuba. Dort belegten die USA den zehnten und damit drittletzten Rang.
2014 gewann Nguyen den Titel bei den US-Meisterschaften im Beachhandball. 2018 und 2019 gehörte sie zum Kreis der US-Beachhandball-Nationalmannschaft. Das einzige Turnier, bei dem sie aktiv teilnahm, waren die 2018 ausgetragenen Weltmeisterschaften. Im russischen Kasan wurde sie mit dem US-Team 14. Bei den Nor.Ca. Beach Handball Championships 2019 gehörte sie noch einmal zum erweiterten Aufgebot.

## Belege und Anmerkungen
1. ↑  Waldorf University - 2009-10 Women's Basketball Roster. Abgerufen am 2. Februar 2023.
2. ↑  Women Handball XIII Panamerican Championship 2015 Cuba 22-29.05 - Winner Brazil. Abgerufen am 2. Februar 2023.

| Personendaten    | Personendaten                                         |
| ---------------- | ----------------------------------------------------- |
| NAME             | Nguyen, Desiree                                       |
| KURZBESCHREIBUNG | US-amerikanische Handball- und Beachhandballspielerin |
| GEBURTSDATUM     | 20. Jahrhundert                                       |
| GEBURTSORT       | Lake Forest, Kalifornien, Vereinigte Staaten          |